# Dorfkirche Zühlen

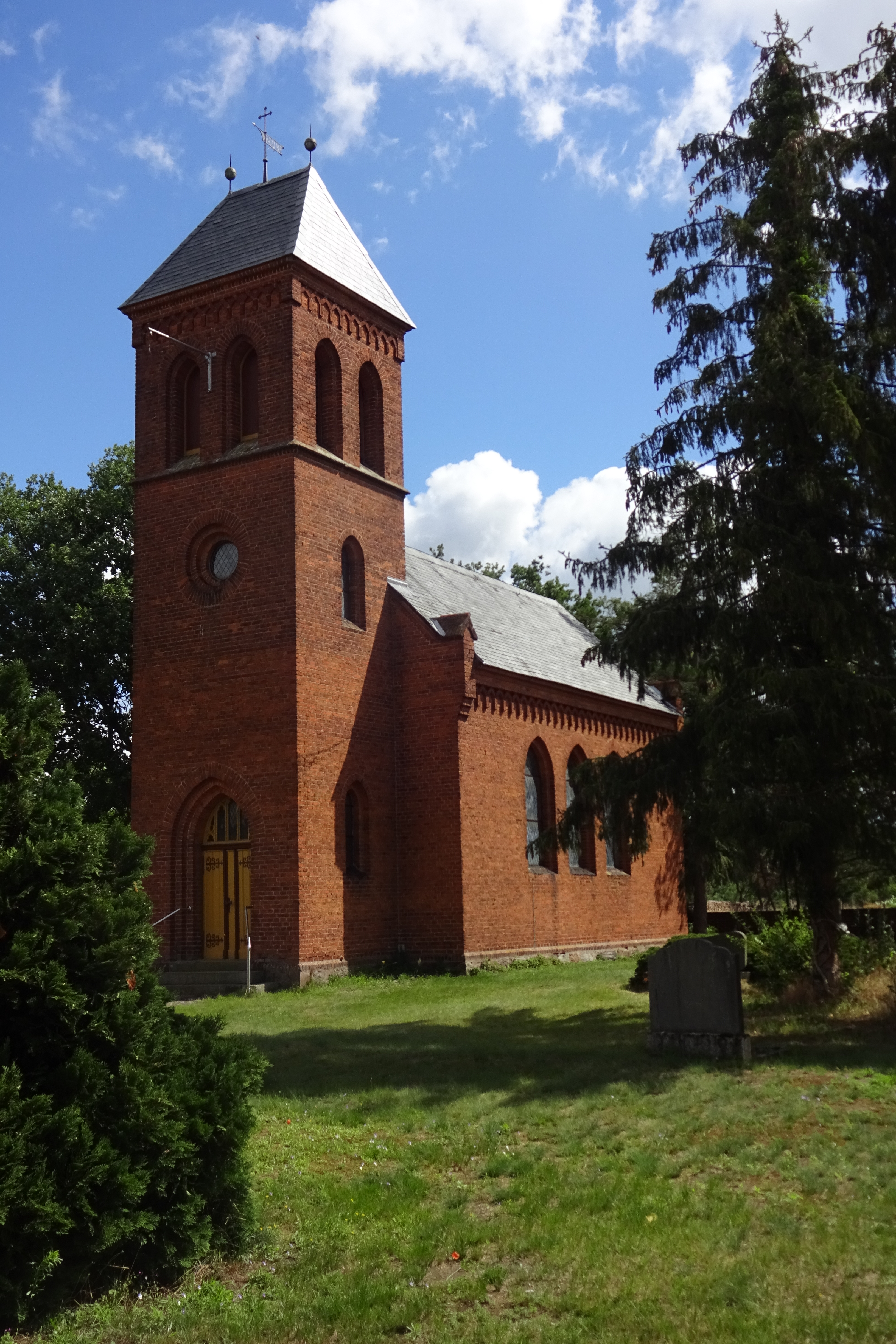
Dorfkirche Zühlen

Die Dorfkirche Zühlen ist eine evangelische Kirche im Ortsteil Zühlen der Stadt Arendsee (Altmark) im Altmarkkreis Salzwedel in Sachsen-Anhalt. Sie gehört zum Kirchenkreis Stendal der Evangelischen Kirche in Mitteldeutschland.

## Architektur und Geschichte
Bei dem kleinen Kirchengebäude im Nordosten des Dorfes handelt es sich um einen Nachfolgebau einer hier zuvor im Jahr 1876 abgebrannten Feldsteinkirche. Errichtet wurde das heutige Baudenkmal von Klitzing aus Arendsee. Der neugotische Backsteinbau besteht aus einem rechteckigen Schiff und einem quadratischen Westturm. Das Kirchenschiff verfügt über ein Satteldach und auf dem Turm befindet sich ein Walmdach. Der recht schlichte Außenbau verfügt an den Längsseiten über Dreifenstergruppen und an der Ostseite über Rundfenster.
Die ursprüngliche Ausstattung im Innern ist weitgehend erhalten geblieben, so beispielsweise die Chorempore, ebenso ein wimpergbekrönter Altaraufsatz mit Kruzifix, geschaffen von Holzbildhauer Gustav Kuntzsch aus Wernigerode.